# Morgenröte

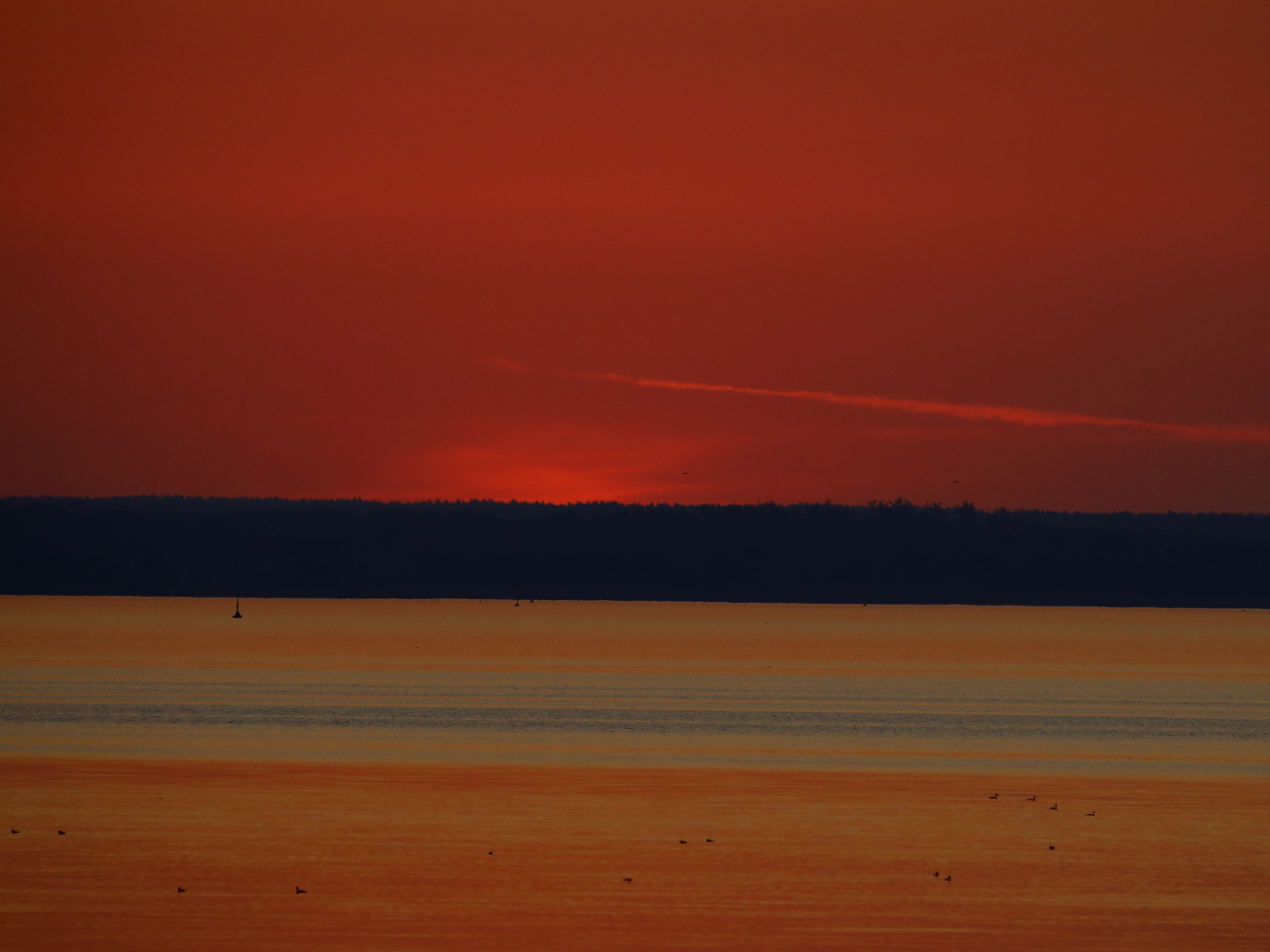
Morgenröte an der Müritz

Morgenröte oder Morgenrot wird eine rötliche Färbung des Osthimmels genannt, die als Dämmerungserscheinung vor Sonnenaufgang eintritt. Deren Intensität und Dauer sind je nach der geographischen Lage, der Bewölkung sowie dem Aerosolgehalt der Atmosphäre verschieden. Unter Umständen kann die Morgenröte noch nach Aufgang der Sonne zu sehen sein; auch sind orange oder violette Farbtöne möglich. 
In Gebieten mit hoher Luftverschmutzung und nach Vulkaneruptionen mit hohem Ascheausstoß sind die Phänomene von Morgenrot wie Abendrot wegen der Lichtstreuung an Schwebstoffen in der Luft besonders stark ausgeprägt.

## Physikalische Erklärung

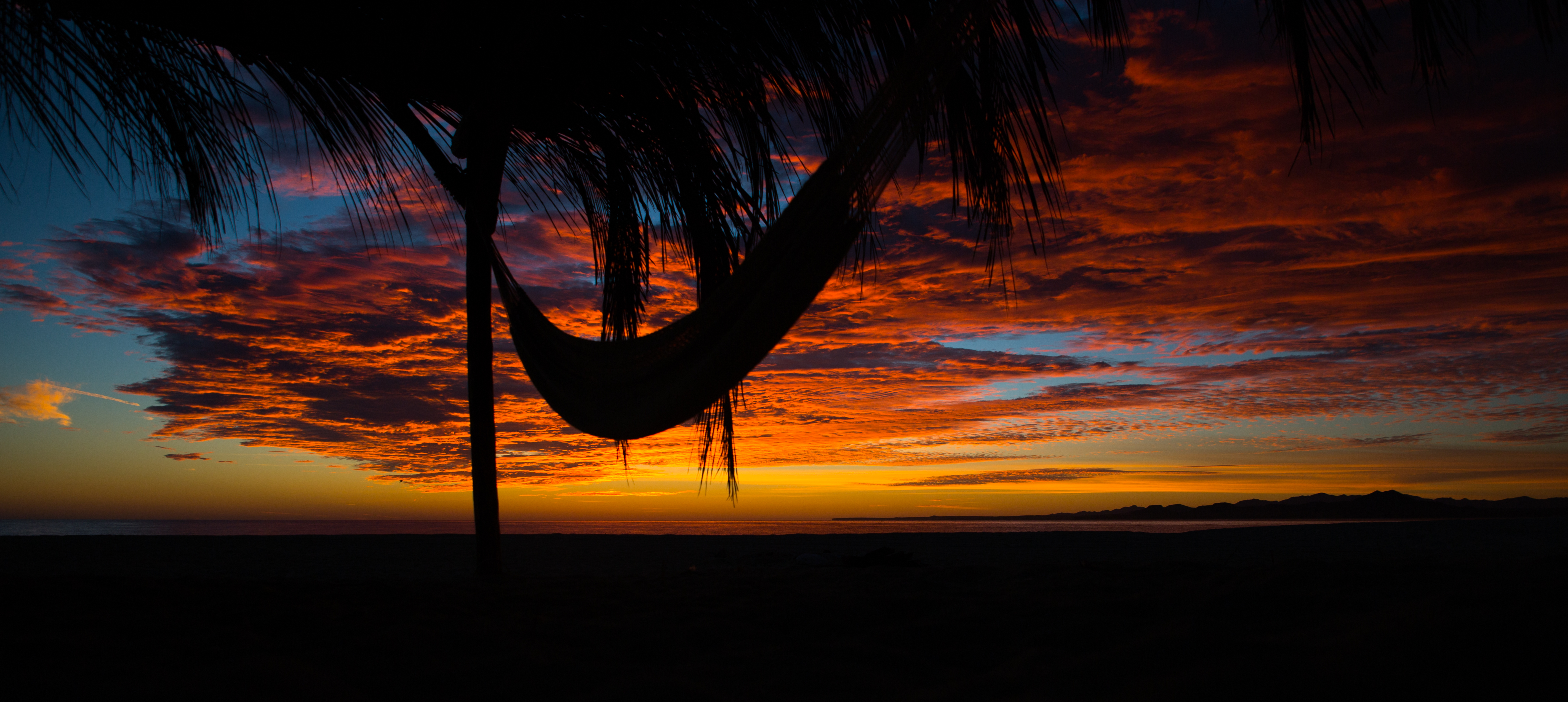
Sonnenlicht wird durch kleine Teilchen in der Erdatmosphäre abgelenkt und nach Wellenlänge unterschiedlich stark gestreut

Die physikalische Ursache für die Rotfärbung des Himmels ist die Streuung des Lichts in der Erdatmosphäre. Kleine Moleküle und Schwebeteilchen (Aerosole) in der Luft streuen das kurzwellige blaue Licht stärker als das langwellige. Deshalb zeigt sich tagsüber ein wolkenloser Himmel mit dem Himmelsblau, während vor Aufgang und nach Untergang der Sonne in Horizontnähe die rötlichen Töne überwiegen. Diese streuungsbedingten Phänomene erscheinen noch kräftiger, wenn das Licht einen längeren Weg durch die Atmosphäre zurücklegt oder der Gehalt an streuenden Aerosolen in der Luft höher ist. Die zu Sonnenaufgang durch Wegfall blauer Anteile des Lichts entstehenden rötlichen Erscheinungen heißen Morgenrot oder -röte, ihnen entsprechen die von Abendrot oder -röte zu  Sonnenuntergang.

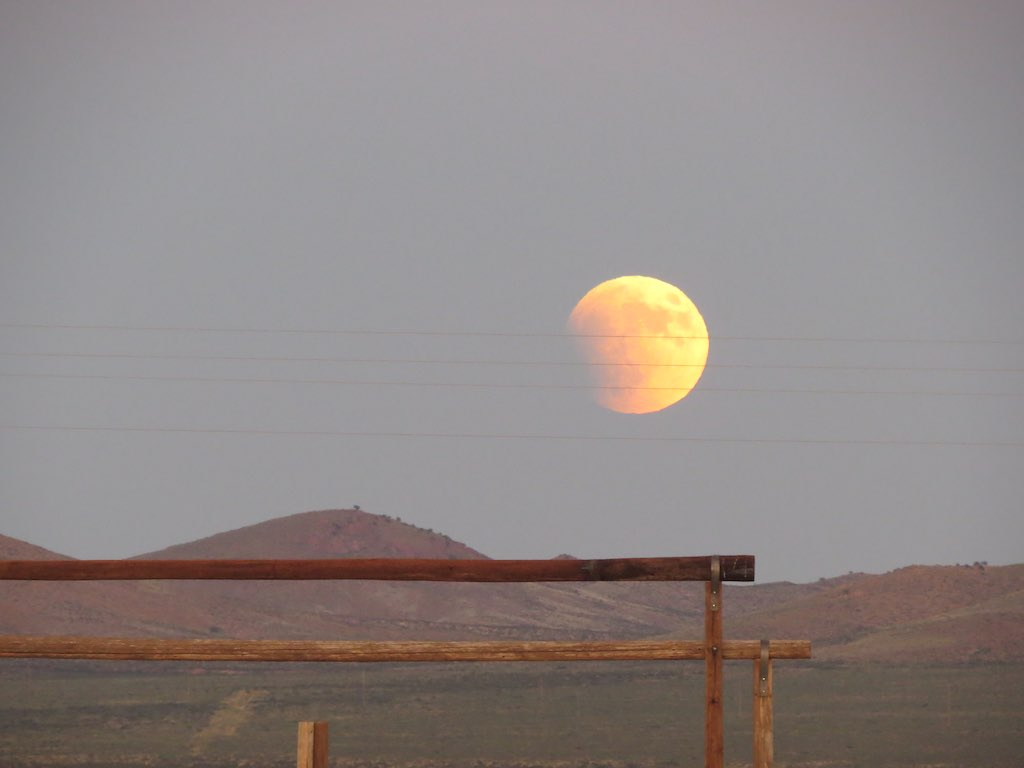
Neben dem Kernschatten der Erde fällt rötliches Sonnenlicht, das ihre Atmosphäre passiert hat, auf den aufgehenden Mond (Mondfinsternis September 2015)

## Physiologische Bedingung
Auch beim aufgehenden Mond kann eine Rötung zu beobachten sein, insbesondere im Verlauf einer Mondfinsternis. Da aber die Leuchtdichte der Umgebung durch das Mondlicht nachts selbst zu Vollmond bei klarem Himmel nicht mehr als einen kleinen Bruchteil (etwa 0,01 %) der Flächenhelligkeit eines bedeckten Himmels bei Tageshelligkeit durch Sonnenstrahlung erreicht, reicht auch die Beleuchtungsstärke auf der Netzhaut eines menschlichen Auges in einer Vollmondnacht nicht für die Wahrnehmung von Farben im photopischen Sehen hin. Anders im mesopischen Übergangsbereich zwischen Tagsehen und Nachtsehen während der Dämmerung sowie am Nachthimmel beim Anblick des Mondes und einiger sehr heller Sterne und Planeten, deren Lichterscheinung nach Helligkeit und Farbe unterschieden werden kann. Phänomene wie die Morgenröte können erst wahrgenommen werden, wenn die Pupillenlichtstärke die physiologische Schwelle für die wirksame Erregung von Zapfenzellen der Netzhaut überschreitet.

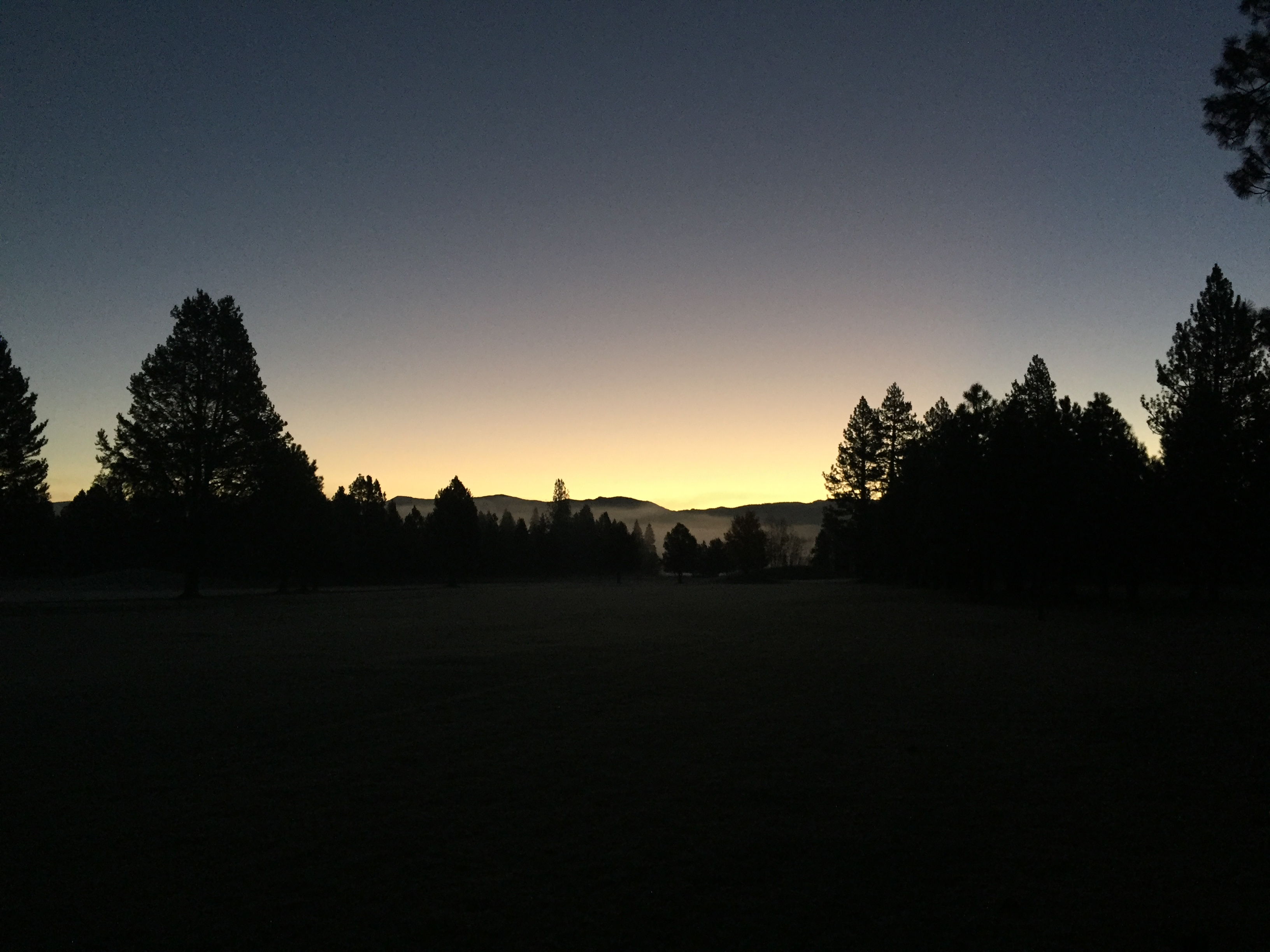
Erscheinung der Morgenröte bei wolkenlosem Himmel

## Morgenröte in der Mythologie
In der griechischen Antike ist mit der Morgenröte eine eigene Göttin verbunden, die als „rosenfingrige Eos“ (ῥοδοδάκτυλος Ἠώς rhododaktylos Ēōs) schon bei Homer besungen wird. In der Mythologie ist sie die Schwester des Sonnengottes Helios und der Mondgöttin Selene. Eine Aufgabe von Eos war es, ihrem Bruder Helios den Weg an den Taghimmel zu bahnen.
In der römischen Mythologie heißt die Göttin der Morgenröte Aurora.
Im Christentum steht die Morgenröte auch für die Mutter Jesu, Maria; bei dieser Symbolik ist oft Jesus die Sonne. In der Adventszeit werden Roratemessen zu Ehren Marias vor oder während des Sonnenaufganges gefeiert.

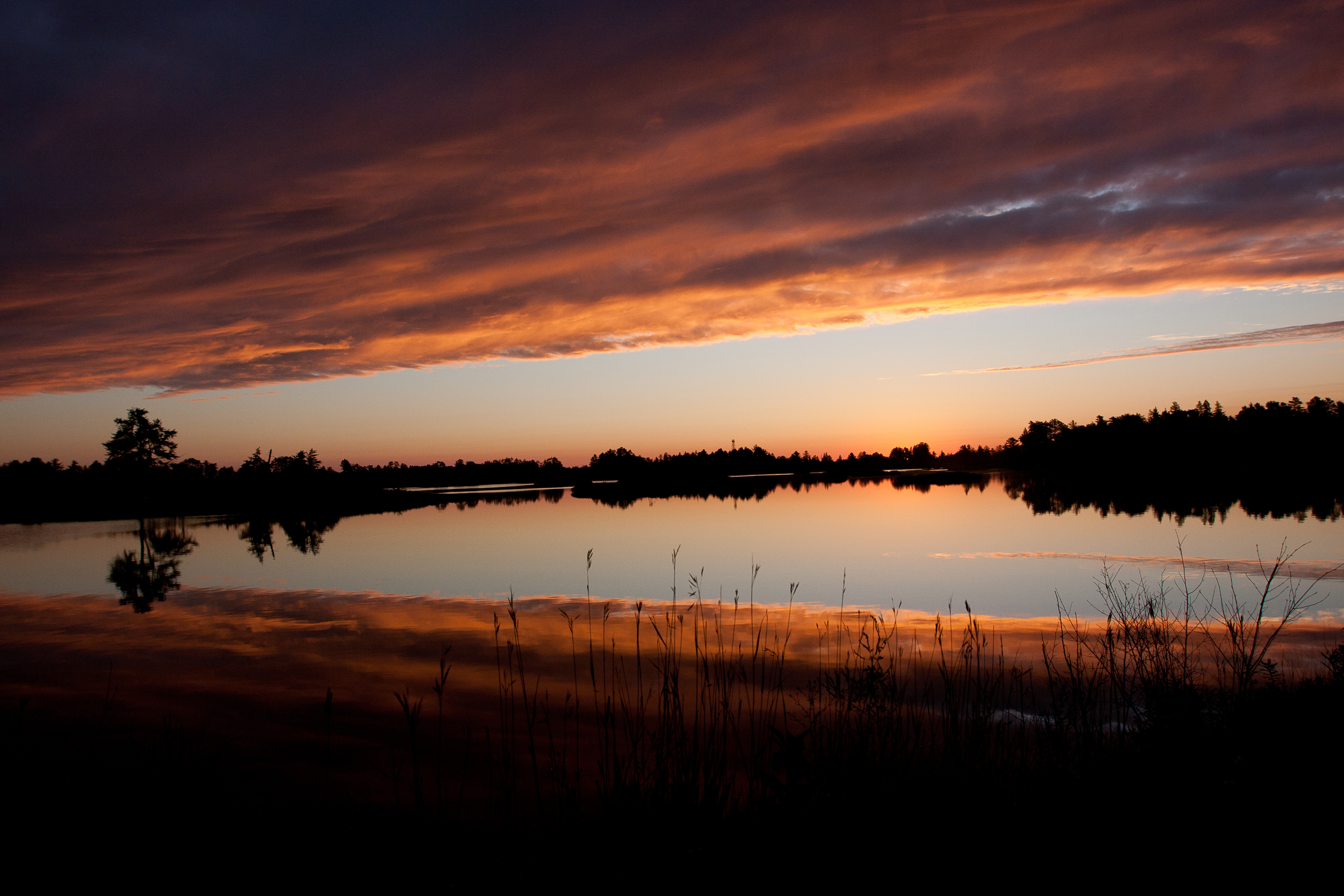
Morgenröte mit Bewölkung

## Bauernregel
Eine Bauernregel besagt, dass nach ausgeprägter Morgenröte schlechtes Wetter auftreten kann: Morgenrot, schlecht Wetter droht. Das trifft allerdings nicht immer zu, sondern in der Regel meist nur dann, wenn dabei ziehende Wolken angestrahlt werden, die Regenwetter bringen können, und dieses „Schlechtwetter“ genannt wird. In Mitteleuropa ist das häufig eine von Westen nach Osten aufziehende Bewölkung.